# Villa Maund

Villa Maund um 1900

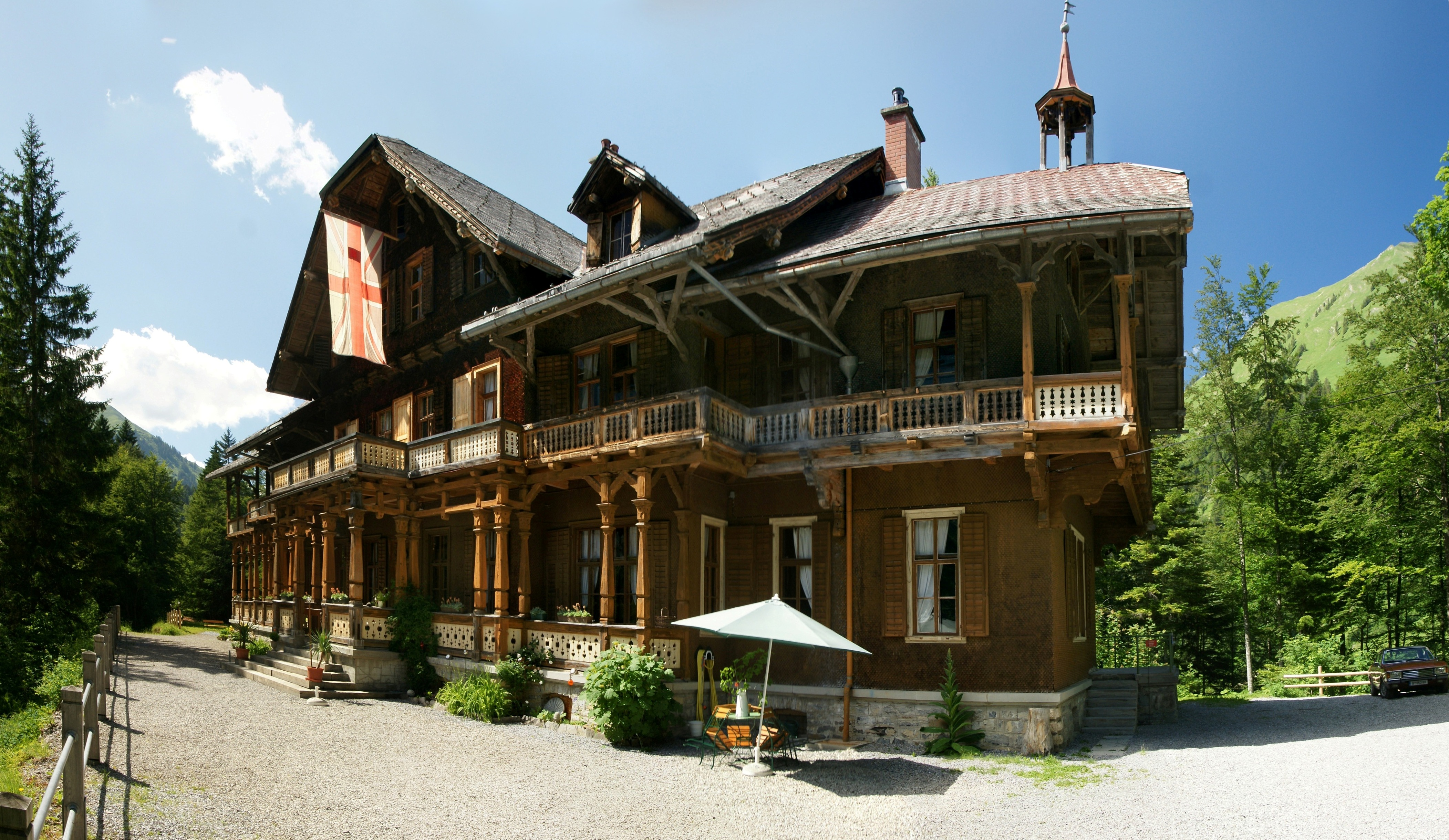
Villa Maund im Jahr 2009

Villa Maund ist eine Villa in Schoppernau, Hopfreben in Vorarlberg, die Sir John Oakley Maund (1846–1902) in den frühen 1890er Jahren errichten ließ. Nach dem Richtfest 1892 konnte 1895 die erste Jagdgesellschaft die Villa nutzen.
Der deutsche Kronprinz Wilhelm aus dem Haus der Hohenzollern nutzte die Villa ab 1908 als Jagdschloss.

## Geschichte
Die Villa Maund wurde als Jagdvilla vom englischen Bankier und Alpinisten Sir John Oakley Maund, auf dem Ausläufer der Ünschenberg Alp erbaut. Nach dessen Tod im Jahr 1902  ging sie in den Besitz seiner Tochter Zoe Désirée Maund über, die das ganze Anwesen, gegen den Willen ihrer Mutter Zoe Gertraud Maund, am 17. November 1931 an den Engländer Martin Holt für 750 Pfund verkaufte.

Viele Jagdgesellschaften nutzten die Villa in den Folgejahren – so auch der deutsche Kronprinz Wilhelm, welcher 1908 als erster motorisiert in den Bregenzerwald anreiste.
Von 1995 bis 2007 lebte der Vorarlberger Künstler und Aktionist Paul Renner in der Villa Maund. Zu seinen Gästen zählten u. a. Ferran Adrià, Günter Brus, Franzobel, Zaha Hadid, Heinz D. Heisl, Daniel Spoerri und Eckart Witzigmann.
Die heutigen Eigentümer (Familie Muxel vom Gasthof Adler in Au) vermieten das Gebäude für Veranstaltungen.

## Baugeschichte
Der Architekt war der Engländer William Morris. Er war ein britischer Maler, Architekt, Dichter, Kunstgewerbler, Ingenieur und Drucker. Für John Oakley Maund hat er vor 1888 schon zwei ähnlich wie in Hopfreben aussehende Häuser im britisch-schottischen Cottage Stil in Weggis am Vierwaldstättersee in der Schweiz gebaut. Seine Musterbücher (Pläne, Ansichten etc.) sind heute noch im Kunsthaus Zürich zu sehen.
Als Baumeister zeichnete der Zimmermeister Johann Anton Strolz aus Schröcken verantwortlich. Ebenfalls maßgeblich am Bau beteiligt war Pius Bischof, Schiffwirt in Au, Zimmer- und Tischlermeister. Die Gleichenfeier (Richtfest) war 1892, fertiggestellt wurde die Villa im englischen Landhausstil 1895. Die Innenausstattung der Villa stammt zur Gänze von Bregenzerwälder Handwerkern.
Die Witwe Zoe Gertraud Maund ließ 1923 ein kleines Kraftwerk mit Stausee errichten, dessen Generator 47 Jahre lang den Gleichstrom für die Villa lieferte.
| - Villa Maund, Herrenzimmer - Villa Maund, Westansicht 2014 - Villa Maund, Eingangsbereich 2014 - Villa Maund, Stiegenaufgang 2014 - Villa Maund, Herrenzimmer 2014 - „Kronprinzenzimmer“ der Villa Maund, 2014 - Eingang der Villa Maund |

## Jagd
Nachweislich gab es bis ins 14. Jahrhundert im Bregenzerwald Bären und Steinböcke. Das ursprüngliche Maund-Jagdrevier umfasste das Gebiet Schoppernau, Hopfreben und Schröcken. Im ganzen Gebiet durften 25 Gamsböcke erlegt werden. Geißen waren voll geschont. Heute ist das ehemalige Revier in viele unterschiedlich große unterteilt.

### Jagdgesellschaften
Nach der ersten Jagdgesellschaft im Jahr 1895 (Alexander Kennedy, James Fairholm, B. Montgommery, Zoe Gertraud Maund und Lady Carolina Hamilton) pachtete Kronprinzessin Cecilie aus Mecklenburg mit ihrem Gatten Kronprinz Wilhelm, regelmäßig die Jagdvilla Maund von 1908 bis zum Ende des Zweiten Weltkriegs.
Bei Cecilies Aufenthalt im Jahre 1943 vertraute sie dem Oberjäger Theodor Hammerle an, dass sie „ordentlich viel Schmuck bei sich, welcher hier versteckt werden sollte“ habe. Nach Hammerle, der eine detaillierte Beschreibung der Art des Verstecks (betonierter Schacht, Sicherung gegen Diebstahl, Feuer und Feuchtigkeit) und auch des geheimen Rücktransports des Schatzes über Gebiete des besetzten Österreichs im Jahre 1946 gab, soll es sich dabei um Teile des „Kronschatzes der Hohenzollern“ gehandelt haben.

## Film
- Die Toten vom Bodensee – Nachtschatten: Für eine im Dezember 2024 veröffentlichte Folge der vom ZDF und ORF produzierten Fernsehreihe, diente die Villa Maund als Filmmotiv.[8]